# Julija (mjesec)
Julija (također Uran XI) je prirodni satelit planeta Uran, iz grupe manjih unutarnjih pravilnih, s oko 94 kilometara u promjeru i orbitalnim periodom od 0.493065490 ± 0.000000012 dana.